# 安纳乍伦府治县
15°52′43″N 104°38′34″E / 15.87864°N 104.64284°E
安纳乍伦府治县（發音：[mɯ̄a̯ŋ ʔām.nâːt t͡ɕā.rɤ̄ːn]）是泰国依善地区安纳乍伦府的一个县，面积598.8平方千米。2008年人口128992。海拔158米。下分19个区、213个村。